# نریمان کوکسال
نریمان کوکسال (ترکی استانبولی: Neriman Köksal؛ ۱۷ مارس ۱۹۲۸ – ۲۲ اکتبر ۱۹۹۹) هنرپیشه اهل ترکیه بود.
او از سال ۱۹۵۰ تا ۱۹۹۶ در بیش از صد فیلم حضور داشته است.